# Boalkhali
Boalkhali è un sottodistretto (upazila) del Bangladesh situato nel distretto di Chittagong, divisione di Chittagong. Si estende su una superficie di 145,44 km² e conta una popolazione di 223 125 abitanti (dato censimento 1991).